# Кейнянен, Анастасия
Анастаси́я Ке́йнянен (урождённая Наза́рова, фин. Anastasia Keinänen; род. 4 августа 2001, Санкт-Петербург) — финская и российская шахматистка, международный мастер среди женщин (2024). Чемпионка Финляндии (2015, 2016, 2017, 2018, 2019, 2022, 2024). Бронзовый призёр чемпионата России среди девушек до 19 лет (2018), личного чемпионата Северных стран (2019) и командного чемпионата России среди женских команд в составе сборной Санкт-Петербурга (2023).
В составе женской сборной Финляндии — участница Олимпиады 2012 на 3-й доске (+4-4=1), Олимпиады 2014 (+3-2=4), Олимпиады 2016 (+5-5=0) и Олимпиады 2018 +5-2=3) на 1-й доске.
Муж — Тойво Кейнянен.